# Крижане серце
«Крижане серце» (англ. Frozen — дослівно «Замерзла») — американський комп'ютерний анімаційний мультфільм, створений Walt Disney Animation Studios і вийшов на Walt Disney Pictures. Це 53-й повнометражний мультфільм, який вийшов на цій студії. Сюжет був створений за мотивами казки Снігова королева від автора Ганса Крістіана Андерсена. Фільм вийшов 27 листопада 2013 року, здобув премію «Оскар» за найкращий анімаційний повнометражний фільм.

## Сюжет
Ельза, юна принцеса королівства Арендель, яке розташоване на Ф'йорді, з народження здатна створювати лід і сніг, а також керувати ними. Вона користується своєю магією, коли грається з молодшою сестричкою Анною. Під час однієї з ігор в палаці, послизнувшись, Ельза випадково потрапляє своєю магією в голову сестри, через що та починає замерзати. Король і королева, скориставшись стародавньою картою, звертаються за допомогою до тролів. Їхній ватажок, Паббі, зцілює Анну (залишається лише біле пасмо волосся), і стирає у неї всі спогади про магічні здібності сестри. Він застерігає Ельзу про те, що якщо вона не навчиться контролювати свої сили й поступиться страху, то це призведе до біди.
Прагнучи захистити Ельзу та інших людей від її сили, королівська сім'я замикає себе в замку. Ельза, боячись нашкодити сестрі, слідує пораді батька («ховати, мовчати, хоч би там що») і проводить велику частину часу у своїй кімнаті, в повній самоті. Чари щодня дущають тож Ельзі доводиться носити рукавички. Анна росте в замку, але стіни й прислуга заважають їй, не дають повноцінної свободи, а з сестрою налагодити спілкування так і не виходить, попри всі спроби. Через десять років їх батьки вирушають в морське плавання, обіцяють повернутися через два тижні, але гинуть під час шторму.
Через три роки після їх смерті городяни готуються до коронації Ельзи. Серед почесних гостей герцог Візельтон;— торговельний партнер Аренделю, який потай хоче накласти руку на його багатства. Збуджена через відкриття воріт і майбутні урочистості, Анна мріє про те, що зустріне своє кохання серед новоприбулих. Замріявшись, вона стикається з Гансом;— тринадцятим принцом Південних Островів. Попри побоювання Ельзи, коронація проходить спокійно, і сестри починають поступово розкриватися один одному.
Під час прийому Ганс пропонує Анні руку і серце, і вона відразу ж погоджується. Ельза, однак, відмовляється благословити її на шлюб, бо Анна та Ганс щойно познайомилися. Між сестрами починається суперечка. Це призводить до того, що Анна в розпачі намагається схопити Ельзу за руку і випадково знімає її рукавичку. Ельза, піддавшись гніву і страху, показує свою силу гостям і городянам. Присутній герцог називає її чудовиськом, викликаючи у городян страх перед їх королевою. У паніці Ельза тікає в гори, але під час втечі вона стає загнана в глухий кут, адже добігла до берегу, ззаду сестра, а спереду вода. Ельза заморожує воду під ногами, і тікає в гори. Сама того не знаючи, зануривши Арендель і весь Ф'йорд у вічну зиму. У горах дівчина створює живого сніговика, Олафа і будує собі крижаний замок, і, розкрившись, перестає боятися використовувати свої здібності. Вона вирішує, що відтепер її володіннями буде безмовна крижана пустеля. А також, вона сильно змінює свій зовнішній вигляд та викидає корону.
Змучена почуттям провини, Анна вирушає на пошуки Ельзи, прагнучи відновити їх стосунки й повернути літо в Арендель. У лісі вона натрапляє на лавку торговця Окена, де знайомиться з Крістофом, що живе в лісі та займається заготівлею та продажем льоду, в якого через вічну зиму не має грошей. Анна переконує Крістофа допомогти їй, і разом з його оленем Свеном вони направляються до притулку Ельзи. Дивом врятувавшись від нападників вовків, герої стикаються з Олафом;— живим сніговиком, якого колись своїми чарами створила Ельза, і заповітна мрія якого — зустріч із літом.
Вся компанія вирушає до північної гори, щоб поговорити із королевою.

## Ролі озвучували
| Персонаж | Оригінал                            | Український дубляж                                                     |
| -------- | ----------------------------------- | ---------------------------------------------------------------------- |
| Анна     | Крістен Белл                        | Анна Сагайдачна Етель Ененберг (підліток) Галина Дубок (дитина)        |
| Ельза    | Ідіна Мензел                        | Аліна Проценко Єлизавета Зіновенко (підліток) Марія Нікітенко (дитина) |
| Крістоф  | Джонатан Ґрофф Тайрі Браун (дитина) | Дмитро Сова Олег Александров (дитина)                                  |
| Олаф     | Джош Ґад                            | Андрій Альохін                                                         |
| Ганс     | Сантіно Фонтана                     | Володимир Остапчук                                                     |
| Герцог   | Алан Тюдик                          | Євген Малуха                                                           |
| Пабі     | Кіаран Гайндс                       | Олександр Ігнатуша                                                     |
| Оукен    | Кріс Вільямс                        | Євген Лунченко                                                         |
| Кай      | Стівен Джон Андерсон                | Михайло Войчук                                                         |
| Бульда   | Майя Вілсон                         | Тетяна Зіновенко                                                       |
| Герда    | Еді МакКлерґ                        | Ніна Касторф                                                           |
| Єпископ  | Роберт Пайн                         | Юрій Висоцький                                                         |
| Король   | Моріс ЛаМарш                        | Андрій Мостренко                                                       |
| Королева | Дженніфер Лі                        | Катерина Качан                                                         |

### Інформація про дубляж
- Фільм дубльовано студією «LeDoyen» на замовлення «Disney Character Voices International» у 2013 році.[1][2]
- Перекладач тексту та пісень — Роман Дяченко
- Режисер дубляжу — Анна Пащенко
- Звукорежисери — Дмитро Мялковський, Марія Нестеренко, Боб Шевяков, Михайло Угрин та Микита Будаш
- Музичний керівник — Тетяна Піроженко
- Координатор дубляжу — Аліна Гаєвська
- Диктор — Кирило Нікітенко

А також ролі дублювали: Валентина Гришокіна, Ігор Волков, Дмитро Вікулов, Роман Чупіс, Євген Лунченко, Маргарита Двойненко, Катіко Пуртцеладзе, Сергій Солопай, Володимир Канівець, Кирило Нікітенко, В'ячеслав Дудко, Юрій Сосков, Катерина Качан, Катерина Башкіна, Людмила Барбір, Сергій Юрченко, Євген Анішко, Михайло Мальцев, Володимир Трач та інші.

### Пісні
| №  | Назва пісні             | Виконавець(і) |
| -- | ----------------------- | --- |
| 1. | «Крижане серце»         | Євген Анішко, Володимир Трач, Сергій Юрченко, Михайло Мальцев |
| 2. | «Сніговик на нас чекає» | Галина Дубок, Етель Ененберг, Марія Яремчук |
| 3. | «Це уперше»             | Марія Яремчук, Shanis |
| 4. | «Все одімкне любов»     | Марія Яремчук, Артем Кондратюк |
| 5. | «Все одно»              | Shanis |
| 6. | «Олені краще, ніж люди» | Дмитро Сова |
| 7. | «Улітку»                | Андрій Альохін |
| 8. | «Це уперше» (реприза)   | Марія Яремчук, Shanis |
| 9. | «Універсальний засіб»   | Тетяна Зіновенко, Євген Лунченко, Андрій Альохін, Тетяна Піроженко, Маргарита Двойненко, Кaтiко Пуртцелалзе, Євген Анішко, Володимир Трач, Сергій Юрченко, Олег Алексанаров, Галина Дубок |

## Створення
Також відомо, що Walt Disney Animation Studios тривалий час працювали над своїм варіантом «Снігової королеви». Одну із кінцевих спроб було зроблено на початку 2000-х років, але в результаті проєкт було закрито. У грудні 2009 року була опублікована нова інформація про створення мультфільму за сюжетом «Снігової королеви», але так чи інакше в березні 2010 року робота над цим проєктом знову була припинена. У червні компанія заявила про те, що фільм з незрозумілих причин «поклали на полицю». Після чого в грудні 2011 року Disney заявив, що нова назва для свого творіння буде — Frozen, і дата виходу була призначена на 27 листопада 2013 року. Також говорилося, що цей мультфільм буде створений за допомогою комп'ютерної анімації. На сьогодні відомо, що режисером цього мультфільму виступив Кріс Бак, а продюсерами стали відомі у себе на батьківщині — Джон Лассетер і Пітер Дель Вехо. Наприкінці листопада 2012 року було опубліковано, що одна зі сценаристів, яка займалася мультфільмом «Ральф», а саме Дженніфер Лі, вирішила приєднатися до Баку як помічник режисера. Пісні до цієї картини будуть написані бродвейськими композиторами, яких ми могли чути раніше, Робертом Лопесом і його талановитою дружиною Крістен Андерсон-Лопес, можна також відзначити, що до цього вони працювали над піснями, які звучали у стрічці «Ведмедик Вінні та його друзі».

## Нагороди та номінації
| Рік  | Нагорода       | Категорія                                  | Номінант                                                            | Результат |
| ---- | -------------- | ------------------------------------------ | ------------------------------------------------------------------- | --------- |
| 2014 | Премія «Оскар» | Найкращий анімаційний повнометражний фільм | Кріс Бак, Дженніфер Лі, Пітер Дель Вехо                             | Перемога  |
| 2014 | Премія «Оскар» | Найкраща пісня до фільму                   | «Let It Go» — музика та слова: Крістен Андерсон-Лопес, Роберт Лопес | Перемога  |